# NGC 624
NGC 624 è una galassia a spirale barrata situata nella costellazione della Balena, a una distanza di circa 268 milioni di anni luce dalla nostra Via Lattea.

## Scoperta
NGC 624 è stata scoperta il 28 novembre 1785 dall'astronomo britannico di origine tedesca William Herschel.

## Descrizione
NGC 624 ha una classe di luminosità II e presenta una larga riga a 21 cm dell'idrogeno neutro. Nella galassia sono presenti anche regioni di idrogeno ionizzato.
Il database SIMBAD la classifica come galassia LINER, cioè una galassia il cui nucleo presenta uno spettro di emissione caratterizzato da larghe righe di atomi debolmente ionizzati.